# Maxime Dufour-Lapointe
Maxime Dufour-Lapointe (Montreal, 9 februari 1989) is een Canadese freestyleskiester, gespecialiseerd op het onderdeel moguls. Ze vertegenwoordigde haar vaderland op de Olympische Winterspelen 2014 in Sotsji. Haar zussen Chloé en Justine skiën eveneens op wereldbekerniveau in de moguls.

## Carrière
Bij haar wereldbekerdebuut, in februari 2007 in Apex, scoorde Dufour-Lapointe direct wereldbekerpunten. In maart 2008 behaalde de Canadese in Mariánské Lázně haar eerste toptienklassering in een wereldbekerwedstrijd. Op de wereldkampioenschappen freestyleskiën 2009 in Inawashiro eindigde ze als achttiende op het onderdeel dual moguls.
In januari 2014 stond Dufour-Lapointe in Deer Valley voor de eerste maal in haar carrière op het podium van een wereldbekerwedstrijd. Tijdens de Olympische Winterspelen van 2014 in Sotsji eindigde de Canadese als twaalfde op het onderdeel moguls. Het onderdeel waar haar zussen Justine en Chloé het goud en zilver in de wacht wisten te slepen.
In Kreischberg nam ze deel aan de wereldkampioenschappen freestyleskiën 2015. Op dit toernooi eindigde ze als vierde op het onderdeel moguls en als negende op het onderdeel dual moguls. Op de wereldkampioenschappen freestyleskiën 2017 in de Spaanse Sierra Nevada eindigde Dufour-Lapointe als zestiende op het onderdeel moguls.

## Resultaten

### Olympische Winterspelen
| Jaar | Plaats | Resultaten |
| ---- | ------ | ---------- |
| 2014 | Sotsji | 12e Moguls |

### Wereldkampioenschappen
| Jaar | Plaats        | Resultaten               |
| ---- | ------------- | ------------------------ |
| 2009 | Inawashiro    | 18e Dual Moguls          |
| 2015 | Kreischberg   | 9e Dual Moguls 4e Moguls |
| 2017 | Sierra Nevada | 16e Moguls               |

### Wereldbeker
Eindklasseringen
| Seizoen   | Algm | MO  |
| --------- | ---- | --- |
| 2006/2007 | 105e | 39e |
| 2007/2008 | 59e  | 19e |
| 2008/2009 | 40e  | 12e |
| 2009/2010 | 43e  | 16e |
| 2010/2011 | 61e  | 18e |
| 2011/2012 | 50e  | 15e |
| 2012/2013 | 61e  | 16e |
| 2013/2014 | 13e  | 4e  |
| 2014/2015 | 23e  | 6e  |
| 2015/2016 | 35e  | 8e  |
| 2016/2017 | 52e  | 9e  |
| 2017/2018 | 194e | 40e |